# Malcolm Sinclair, 20. Earl of Caithness

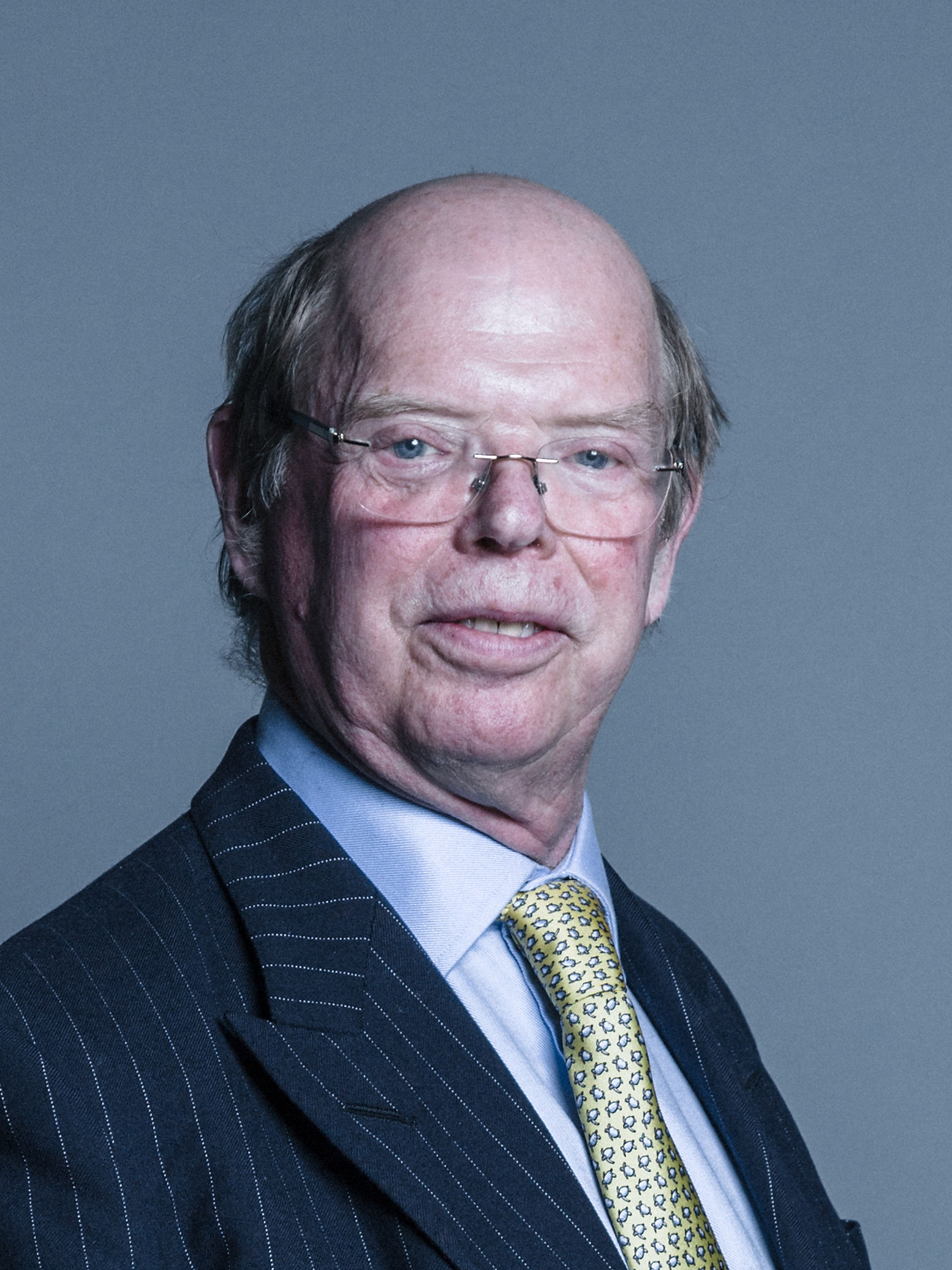
Malcolm Sinclair, 20. Earl of Caithness (2018)

Malcolm Ian Sinclair, 20. Earl of Caithness PC (* 3. November 1948) ist ein britischer Politiker der Conservative Party, der nach dem Inkrafttreten des House of Lords Act 1999 als einer von 90 Erbpeers (Hereditary Peers) zum Mitglied des House of Lords gewählt wurde, dem er bereits seit 1969 angehört.

## Leben und Karriere
Nach dem Besuch des Marlborough College begann Sinclair ein Studium am Royal Agricultural College in Cirencester und wurde bereits als Siebzehnjähriger 1965 nach dem Tod seines Vaters Roderick Sinclair, 19. Earl of Caithness, dessen Nachfolger als Earl of Caithness und Lord Berriedale sowie Chef des schottischen Clan der Sinclair und Vorsitzender des Clan Sinclair Trust. Den mit dem Erbe des Adelstitels verbundenen Sitz im Oberhaus konnte er jedoch erst mit Eintritt in die Volljährigkeit 1969 einnehmen.
Während seiner anschließenden Zugehörigkeit zum Unterhaus war er zwischen 1984 und 1985 Whip der konservativen Regierungsfraktion im Oberhaus sowie zugleich Sprecher für Gesundheit, soziale Sicherheit und Schottland, ehe er danach sein erstes Regierungsamt als „Juniorminister“ mit der Ernennung zum Parlamentarischen Unterstaatssekretär im Verkehrsministerium übernahm. Nachdem er zwischen 1986 und 1988 Staatsminister im Home Office, dem britischen Innenministerium war, war er anschließend bis 1989 Staatsminister im Umweltministerium.
1989 wurde er Paymaster General sowie Minister im Schatzamt und gehörte damit bis 1990 dem erweiterten Kabinett von Premierministerin Margaret Thatcher an. 1990 wurde er zum Privy Counsellor ernannt. In der nachfolgenden Regierung von Premierminister John Major war er wiederum Staatsminister und zwar zunächst im Foreign and Commonwealth Office, dem Ministerium für Auswärtiges und Angelegenheiten des Commonwealth of Nations, sowie zuletzt von 1992 bis 1994 im Verkehrsministerium.
Nachdem durch das House of Lords Act 1999 die Regelung abgeschafft wurde, dass die Sitze der Erbpeers (Hereditary Peers) durch das Erbe des Titels automatisch mitvererbt wurden, gehörte Sinclair zu den insgesamt 90 Erbpeers, die vom Erbadel auf Lebenszeit als deren Vertreter zu Mitgliedern des Oberhauses gewählt wurde, so dass der Earl of Caithness auch weiterhin Mitglied im House of Lords ist.
Neben seinen politischen Aufgaben engagierte er sich in der Privatwirtschaft und war Direktor von Castle and Gardens of Mey Ltd und Noss Head Estates Ltd sowie Berater von Rickett Tinne Estate Agents. Daneben ist der Earl of Caithness Trustee des Queen Elizabeth Castle of Mey Trust und des Caithness Archaeological Trust.